# Nordkoreanische Eishockeynationalmannschaft
Die nordkoreanische Eishockeynationalmannschaft vertritt die Demokratische Volksrepublik Korea (Nordkorea) bei internationalen Turnieren. Sie wird nach der Weltmeisterschaft 2022 in der IIHF-Weltrangliste auf Platz 45 geführt. Bei der Weltmeisterschaft 2015 schaffte sie den Aufstieg in die Division II, stieg aber 2019 wieder in die Division III ab. Bisher nahm das Team noch nicht an Olympischen Spielen teil, war jedoch bei verschiedenen Winter-Asienspielen vertreten. Trainer der Mannschaft ist seit 2018 der frühere Nationalspieler Song Chung-song.

## Winter-Asienspiele
Bei den Winter-Asienspielen in Changchun im Jahr 2007 belegte das Team einen respektablen fünften Platz im Eishockeyturnier und musste sich damit nur den asiatischen Eishockey-„Großmächten“ Japan, Kasachstan, Südkorea und China geschlagen geben. Die Frauennationalmannschaft belegte den vierten Platz unter fünf teilnehmenden Mannschaften.

## Platzierungen

### Weltmeisterschaften
- 1974: 8. C-Weltmeisterschaft
- 1975 – 1979: nicht teilgenommen
- 1981: 7. C-Weltmeisterschaft
- 1982: nicht teilgenommen
- 1983: 8. C-Weltmeisterschaft
- 1985: 7. C-Weltmeisterschaft
- 1986: 7. C-Weltmeisterschaft
- 1987: 6. C-Weltmeisterschaft
- 1989: 6. C-Weltmeisterschaft
- 1990: 5. C-Weltmeisterschaft
- 1991: 7. C-Weltmeisterschaft
- 1992: 4. C1-Weltmeisterschaft
- 1993: 6. C-Weltmeisterschaft
- 1994 – 2001: nicht teilgenommen
- 2002: 1. Division III
- 2003: 4. Division II, Gruppe B
- 2004: 3. Division II, Gruppe B
- 2005: 3. Division II, Gruppe B
- 2006: 4. Division II, Gruppe B
- 2007: nicht teilgenommen
- 2008: 1. Division III
- 2009: 6. Division II, Gruppe B
- 2010: 2. Division III, Gruppe B
- 2011: nicht teilgenommen
- 2012: 2. Division III
- 2013: 2. Division III
- 2014: 2. Division III
- 2015: 1. Division III
- 2016: 5. Division II, Gruppe B
- 2017: 4. Division II, Gruppe B
- 2018: 4. Division II, Gruppe B
- 2019: 6. Division II, Gruppe B
- 2020 und 2021: Turnier wegen der COVID-19-Pandemie ausgefallen
- 2022: Teilnahme wegen der COVID-19-Pandemie kurzfristig abgesagt
- 2023: nicht teilgenommen
- 2024: 2. Division III, Gruppe B
- 2025: 2. Division III, Gruppe B

### Winter-Asienspiele
- 1986: 4. Platz
- 1990: 4. Platz
- 1996: nicht teilgenommen
- 2003: nicht teilgenommen
- 2007: 5. Platz
- 2011: nicht teilgenommen
- 2017: nicht teilgenommen
- 2025: nicht teilgenommen

### Asien-Cup
- 1992: 3. Platz
- 1993: 2. Platz